# Darfield
Darfield är en ort i distriktet Barnsley, Storbritannien. Den ligger i grevskapet South Yorkshire och riksdelen England, i den centrala delen av landet, 240 km norr om huvudstaden London. Darfield ligger 64 meter över havet och antalet invånare är 8 246. Byn nämndes i Domedagsboken (Domesday Book) år 1086, och kallades då Dereuueld/Dereuuelle.
Terrängen runt Darfield är platt. Runt Darfield är det tätbefolkat, med 849 invånare per kvadratkilometer. Närmaste större samhälle är Sheffield, 17,8 km söder om Darfield. Trakten runt Darfield består till största delen av jordbruksmark.